# Jens Glücklich
Jens Glücklich (ur. 10 lipca 1966 w Chociebużu) – niemiecki kolarz torowy reprezentujący także NRD, ośmiokrotny medalista mistrzostw świata.

## Kariera
Pierwszy sukces w karierze Jens Glücklich osiągnął w 1984 roku, kiedy na mistrzostwach świata juniorów zdobył złoty medal w wyścigu na 1 km, a w sprincie był trzeci. Już na rozgrywanych w 1985 roku mistrzostwach świata w Bassano zdobył złoty medal w tej samej konkurencji w kategorii seniorów. W wyścigu na 1 km zdobył ponadto jeszcze siedem medali: złoty na mistrzostwach w Lyonie (1989), srebrne na mistrzostwach w Wiedniu (1987) i mistrzostwach w Stuttgarcie (1991) oraz brązowe na mistrzostwach w Colorado Springs (1986), mistrzostwach w Maebashi (1990) i mistrzostwach w Hamar (1993). W 1992 roku wystąpił w tej konkurencji na igrzyskach olimpijskich w Barcelonie, gdzie rywalizację ukończył na czwartej pozycji, przegrywając walkę o brąz z Erinem Hartwellem ze Stanów Zjednoczonych. Ponadto na mistrzostwach świata w Palermo w 1994 roku wspólnie z Emanuelem Raaschem zdobył srebrny medal w wyścigu tandemów. Glücklich wielokrotnie zdobywał medale mistrzostw kraju w kolarstwie torowym.